# Unione Sportiva Bagnolese 1936-1937
Questa voce raccoglie le informazioni riguardanti l'Unione Sportiva Bagnolese nelle competizioni ufficiali della stagione 1936-1937.

## Divise
| Casa | Trasferta |

## Rosa
| N. |                   | Ruolo | Calciatore        |
| -- | ----------------- | ----- | ----------------- |
|    | Italia (bandiera) |       | Carlo Alberghini  |
|    | Italia (bandiera) |       | Matteo Apicella   |
|    | Italia (bandiera) |       | Michele Barra     |
|    | Italia (bandiera) |       | Vincenzo De Julio |
|    | Italia (bandiera) |       | Olindo Granada    |
|    | Italia (bandiera) | C     | Giovanni Giraud   |
|    | Italia (bandiera) | C     | Raffaele Giraud   |

| N. |                   | Ruolo | Calciatore        |
| -- | ----------------- | ----- | ----------------- |
|    | Italia (bandiera) | P     | Antonio Marietti  |
|    | Italia (bandiera) |       | Bruno Paccagnella |
|    | Italia (bandiera) | A     | Aldo Paone        |
|    | Italia (bandiera) |       | Giuseppe Piccolo  |
|    | Italia (bandiera) |       | Oscar Sacchi      |
|    | Italia (bandiera) |       | Stefano Sbriglia  |
|    | Italia (bandiera) |       | Nunzio Tamburrini |

## Risultati

### Serie C

#### Girone E

##### Girone di andata
| Lecce 27 settembre 1936 1ª giornata | Lecce | 0 – 0 | Bagnolese |  |

| Napoli 4 ottobre 1936 2ª giornata | Bagnolese | 1 – 1 | Littorio Benevento | Campo dell'Ilva |

| Taranto 11 ottobre 1936 3ª giornata | Cantieri Tosi | 2 – 0 | Bagnolese |  |

| Napoli 18 ottobre 1936 4ª giornata | Bagnolese | 3 – 1 | Potenza | Campo dell'Ilva |

| Manfredonia 1 novembre 1936 5ª giornata | Manfredonia | 2 – 3 | Bagnolese |  |

| Arbitro: | Sorbi (Firenze) |

|  |           |                              |
|  | Marcatori | 5’ Puccinelli 16’ Zambianchi |

| Arbitro: | Naibo (Roma) |

|                        |           |              |
| Baggiani 12’ Surra 31’ | Marcatori | 16’ Sbriglia |

| Napoli 29 novembre 1936 8ª giornata | Bagnolese | 3 – 1 | Civitavecchiese | Campo dell'Ilva |

| Arbitro: | Rosa (Roma) |

|               |           |           |
| Sacchi II 89’ | Marcatori | 29’ Cioni |

| Arbitro: | Cianci (Ancona) |

|             |           |  |
| Claudio 29’ | Marcatori |  |

| Napoli 27 dicembre 1936 11ª giornata | Bagnolese | 1 – 2 | Cosenza | Campo dell'Ilva |

| Foggia 3 gennaio 1937 12ª giornata | Foggia           | 0 – 0 referto | Bagnolese | \| Arbitro: \| Malingher (Roma) \| |
| Arbitro:                           | Malingher (Roma) |               |           |                                    |

| Arbitro: | Gianni (Lucca) |

|           |           |  |
| Paone 29’ | Marcatori |  |

##### Girone di ritorno
| Arbitro: | Rizzo (Messina) |

|                                              |           |  |
| Borza 24’, 72’ Colaussi 30’ (aut.) Paone 85’ | Marcatori |  |

| Benevento 7 febbraio 1937 15ª giornata        | Littorio Benevento | 1 – 0 referto | Bagnolese |  |
| \| \| \| \| \| Marcora 14’ \| Marcatori \| \| |                    |               |           |  |
|                                               |                    |               |           |  |
| Marcora 14’                                   | Marcatori          |               |           |  |

| Napoli 14 febbraio 1937 16ª giornata | Bagnolese | 2 – 1 | Cantieri Tosi | Campo dell'Ilva |

| Potenza 21 febbraio 1937 17ª giornata | Potenza | 1 – 1 | Bagnolese |  |

| Arbitro: | Giannelli (Siena) |

|                           |           |                    |
| Sacchi 48’, 70’ Paone 51’ | Marcatori | 61’ Stua 74’ Carta |

| Salerno 7 marzo 1937 19ª giornata | Salernitana | 1 – 0 | Bagnolese |  |

| Napoli 14 marzo 1937 20ª giornata | Bagnolese | 4 – 0 | Cerignola | Campo dell'Ilva |

| Arbitro: | Bettucchi (Padova) |

|                         |           |  |
| Miniati 8’ Ansaloni 25’ | Marcatori |  |

| Taranto 4 aprile 1937 22ª giornata | Taranto | 1 – 0 | Bagnolese |  |

| Arbitro: | Malingher (Roma) |

|                                                   |           |  |
| Sacchi II 46’, 83’ Borza 57’ Lucantoni 76’ (aut.) | Marcatori |  |

| Cosenza 2 maggio 1937 24ª giornata | Cosenza | 3 – 1 | Bagnolese |  |

| Arbitro: | Dotto (Palermo) |

|  |           |           |
|  | Marcatori | 89’ Rossi |

| Roma 25 aprile 1937 26ª giornata | MATER            | 0 – 0 referto | Bagnolese | \| Arbitro: \| Calvare (Milano) \| |
| Arbitro:                         | Calvare (Milano) |               |           |                                    |

### Coppa Italia
| Arbitro: | Tonnetti (Roma) |

|                                  |           |  |
| Rossi 26’, 59’, 72’ Creziato 62’ | Marcatori |  |